# Siemensia
Siemensia là một chi thực vật có hoa trong họ Thiến thảo (Rubiaceae).

## Loài
Chi Siemensia gồm các loài: